# 阪神31形電車
阪神31形電車（はんしん31がたでんしゃ）は阪神電気鉄道がかつて保有していた路面電車車両で、1形 (併用軌道線)の増備形として製造された低床式の路面電車タイプの車両である。

## 概要
国道線開業当時に投入した1形は、モーターを2基しか装備していなかったことから、路面電車としては長距離である野田 - 東神戸間を従来の路面電車より高速で走行するには出力が不足であった。また、北大阪線開業時に投入していた501形が老朽化していただけでなく阪神唯一の四輪単車でもあったことから輸送力も不足していた。このため、国道線の輸送力増強と北大阪線の501形置き換えのために1形の増備車を投入することとなり、モーターの増設など、細部を改良した31形を投入することとなった。
31形は1929年から1930年にかけて、31 - 40の10両が田中車輛、41 - 45の5両が汽車製造、46 - 50の5両が日本車輌製造の3社で合計20両が製造された。車体長、車体幅、側面窓配置、前面のデザイン、台車などについては、ナンバーが切り抜き数字となり、46 - 50が通風口を前面左側に取り付けていたほかは1形と同様である。
モーターと電装品については大きく変更され、1形と異なり、東芝製SE-116D(26.1kW≒35HP)を4基搭載して高出力化した。制御装置も東洋電機製の直接式制御器を搭載した。この制御器は4個のモーターを直接制御するために流れる電流も大きく、ノッチの進段にも内部に爪を設けるなどしたために従来の直接制御器より大きくなり、運転台の窓にはみ出して見えるくらい大変大きなものとなった。こうしてモーターを増設したことから、自重は18.6トンと1形に比べると1トン重くなった。
集電装置は北大阪線に投入された車両については複架線式の区間が存在したためにトロリーポールを前後に各2基搭載した姿で竣工した。
内装は大半の車両が1形と同じロングシートであったが、1930年に日本車輛が製造した5両は並走するバス路線との競合に応じて、クロスシートを備えていた。座席の配置は前後ドア寄りの窓2つ分はロングシートであったが、中央の6個分は片側2列、片側1列のクロスシートを6脚設置していた。路面電車のクロスシート車としては日本初であり、後に「ロマンスカー」として有名になる神戸市電700形より5年早い登場であった。

## 戦前の31形
1929年に竣工した31 - 45の15両は全車北大阪線に投入されて501形を置き換えた。翌年には46 - 50の就役に合わせて31 - 35が国道線に転籍したが、その際、溝型レールを使用していた北大阪線と通常のT型レールの国道線では車輪のバックゲージが異なることから、車輪を修正している。その後、1932年には野田駅構内の連絡線が完成したために北大阪線車両も浜田車庫に入庫するようになり、北大阪線の線路もT型レールに交換されたことから、北大阪線で運用されていた車両も国道線用と仕様を統一している。
1933年にクロスシート車は、国道線で使用中の車両と北大阪線で使用中の車両の番号を揃えるために、番号を36 - 40に変更し、それまでの36 - 40が代わって46 - 50と改番された。1935年には40番台を忌み番として欠番としたことから、41 - 50を81 - 90と改番した。80番台まで大きく車号が飛んだのは51・61の両形式が存在していたことと、当時すでに71形の新造計画があったからである。また、1935年にクロスシートの36 - 40のロングシート化を実施、捻出されたクロスシートは「アミ電」こと121形に転用された。
この他、71形製造前に90号に東洋電機製造製の油圧カム軸式間接制御装置が試用されたほか、1936年には1形同様着脱式だったヘッドライトを、固定式に改めて屋根上に取り付けた。この前後には31 - 35が再びダブルポール化されて北大阪線運用に復帰、国道線に残ったのは元クロスシート車の36 - 40の5両だけであった。戦時中には31形も金属供出のあおりを受けてナンバープレートと社章、2本ある窓保護棒のうち1本を供出したが、一部の車両は社章がそのまま残ったものもあった。

## 戦後の31形
戦時中から戦後にかけて時期は不明ではあるが、北大阪線の架線が単架線化されたことにより31形もマイナス側のポールを撤去して全車シングルポールとなったほか、90の制御器も元のTDK-QB1-LBTに換装された。1形の項でも述べたように、4個モーターで出力に余裕のある31形は、戦後は運用の中心を国道線にシフトした。この間、1形同様塗色を71形以降と同じベージュとマルーンのツートンカラーに変更、社章は側面左側のドア横に、ナンバーは正面右下と側面右側のドア横に記入された。
1949年から1950年にかけて神戸方のトロリーポールをYゲルに変更、大阪方のポールは予備として残されたが、その後撤去された。同じころに保護棒も復旧されたほか、尾灯を正面左窓上に移設した。1954年12月15日の摂津車輌での火災で39が全焼、翌1955年に廃車となった。
その後は一部の車両がベンチレーターをガーランド型に換装したくらいで大きな変化のなかった31形であったが、1967年に81が、翌1968年に31がそれぞれ制御器を東芝製の油圧カム軸式間接制御装置であるRPM-100に換装された。登場後40年近く経過した1960年代後半から1970年代初めにかけて38・40を除いた全車の車体更新を実施、使わなくなった行先方向幕を埋めたほか、トロリーレトリバーが車掌台側から運転台側に移設され、車体がノーリベットとなった。
その後も31形は国道線と北大阪線を中心に運用され、1974年3月の国道線西灘 - 上甲子園間廃止時に5両が廃車されたが、残る14両は1975年5月5日の併用軌道線の廃線時まで運用され、最終日には31形が前年の西灘 - 上甲子園間の廃止時同様、2扉の幅広い側面を生かして装飾電車に起用され、廃止とともに全車廃車となった。廃車後の保存車両は存在しない。